# Chris Heyde
Christopher Charles Heyde AM (20 de abril de 1939, Sídney - 6 de marzo de 2008, Canberra) fue un destacado estadístico australiano que realizó investigaciones destacadas en probabilidad, procesos estocásticos y estadística.
Heyde fue profesor en la Universidad de Columbia, la Universidad de Melbourne, CSIRO, Universidad de Mánchester, la Universidad de Sheffield, la Universidad Estatal de Míchigan y la Universidad Nacional de Australia en Canberra.    
En 2008, Heyde murió de melanoma metastásico.

## Honores
- 1972 – Miembro del Instituto Internacional de Estadística
- 1973 – Miembro del Instituto de Estadística Matemática
- 1977 – Miembro de la Academia Australiana de Ciencias (FAA) [1]
- 1981 – Miembro honorario vitalicio de la Sociedad de Estadística de Australia Inc. (SSAI)
- 1988 - Galardonado con la Medalla Pitman de la Sociedad de Estadística de Australia y se desempeñó como presidente de la Sociedad
- 1994 – Compartió la Medalla Hannan de la Academia Australiana de Ciencias con Peter Hall.
- 1995 – Medalla Thomas Ranken Lyle de la Academia Australiana de Ciencias.
- 1998 – Doctor en Ciencias. honoris causa, Universidad de Sídney
- 2003 – Miembro de la Academia de Ciencias Sociales de Australia (FASSA) [2]
- 2003 - Nombrado Miembro de la Orden de Australia (AM) "por su servicio a las matemáticas, particularmente a través de la investigación en estadística y probabilidad, y al avance del aprendizaje en estas disciplinas".[3]

## Cargos ocupados
- Vicepresidente del Instituto Internacional de Estadística
- Presidente de la Sociedad Bernoulli
- Presidente de la Sociedad de Estadística de Australia (1979-1981)
- Vicepresidente de la Sociedad Australiana de Matemáticas
- Editor de la Revista Australiana de Estadística
- Editor de Procesos estocásticos y sus aplicaciones (1983-1989)
- Editor en jefe del Journal of Applied Probability (1990-2008)
- Editor en jefe de Avances en probabilidad aplicada (1990-2008).